# Nikon F3
Die Nikon F3 ist eine für professionelle Anwendung konstruierte Kleinbild-Spiegelreflexkamera von Nikon und die dritte Kamera der Nikon-F-Serie. Sie war von 1980 bis 2002 auf dem Markt und ist damit eine der am längsten produzierten Profikameras überhaupt.

## Die Kamera
Vorgängerin der elektronisch gesteuerten F3 war die Nikon F2, die – wie schon deren Vorgängerin Nikon F – noch rein mechanisch gesteuert ist. Die F3 löste 1980 die F2 direkt ab, es gab also keine Übergangszeit, in der beide Modelle produziert wurden.
Die F3 wurde vom italienischen Designer Giorgetto Giugiaro entworfen. Er bescherte der Kamera den charakteristischen Griffwulst mit dem roten Zierstreifen, der fortan das Markenzeichen von Nikon werden sollte. Alle wichtigen Funktionen sind intuitiv zugänglich, und diverse Sicherungshebel schützen vor Bedienungsfehlern.
Die F3 hat einen elektronisch gesteuerten Schlitzverschluss aus Titan mit einer Zeitautomatik nach Blendenvorwahl, neben der gewohnten manuellen Belichtungseinstellung. Der Verschluss ist wie das Filmtransportsystem kugelgelagert und auf mindestens 150.000 Auslösungen ausgelegt.
Auch ohne Batterien oder bei Elektronikausfall ist immer noch 1/60 s als Notverschlusszeit über einen eigenen mechanischen Auslöser verfügbar. Die elektronisch gebildeten Verschlusszeiten reichen von 8 s bis 1/2000 s, die Blitzsynchronzeit wurde mit 1/80 s gegenüber der F2 beibehalten. Dass die kürzeren Blitzsynchronzeiten zeitgenössischer Amateurkameras nicht erreicht wurden, ist durch den quer ablaufenden Verschluss bedingt. Als erste Nikon-Kamera hat sie eine TTL-Blitzsteuerung mit Messung des Blitzlichts nach Reflexion am Film und Abschaltung des Blitzgeräts bei ausreichender Belichtung.
Die Belichtungsmessung arbeitet mit starker Mittenbetonung (80:20 auf den im Sucher markierten Mittelkreis). Die Messzelle befindet sich nicht mehr wie bei der F und F2 im Sucher, sondern am Kameraboden. Im Zentrum des Schwingspiegels der F3 befindet sich ein perforierter teildurchlässiger Bereich, der über einen kleinen Hilfsspiegel etwa 8 % des Lichts auf die Messzelle umleitet.
Der einstellbare Belichtungsindexbereich geht von ISO 12 bis 6400. Belichtungskorrekturen sind in 1/3 Blendenstufen möglich.
Das Gehäuse besteht aus einer korrosionsbeständigen Kupfer-Silumin-Legierung. Die Wand ist 1,4 bis 2 Millimeter stark und die Gehäusekappen bestehen aus Messing, wie man an stärker gebrauchten Exemplaren erkennen kann, wenn sich der schwarze Lack abgerieben hat.
Die Sucheranzeige besteht aus folgenden Angaben:
- Die manuell eingestellte oder automatisch ermittelte Belichtungszeit wird über ein beleuchtbares LC-Display, das erste in einer Nikon, angezeigt.
- Der Blendenwert wird vom Blendenring des Objektivs eingespiegelt.
- Bei entsprechend ausgerüsteten Blitzgeräten wird Blitzbereitschaft angezeigt.

Spezialität der Nikon-F-Modelle sind die Wechselsucher, auswechselbare Einstellscheiben, ein 100 %-Sucherbild und eine manuelle Spiegelarretierung in hochgeklappter Position für absolut erschütterungsfreie Aufnahmen vom Stativ sowie schnellere Serienaufnahmen.
Sie hat (mit Ausnahme der Nikon F3P, F3 Limited und F3H) im Gegensatz zu fast allen anderen Spiegelreflexkameras keinen Blitzschuh mit Mittenkontakt, sondern einen speziellen Blitzanschluss an der Rückspulkurbel. Daher können gewöhnliche Blitzgeräte nur mit Adapter verwendet werden, Nikon hatte aber zwei spezielle Blitzgeräte für die F3 im Sortiment. Vorteil dieser Lösung war die mechanische Übermittlung der eingestellten ISO-Filmempfindlichkeit über einen Nocken an das Blitzgerät.

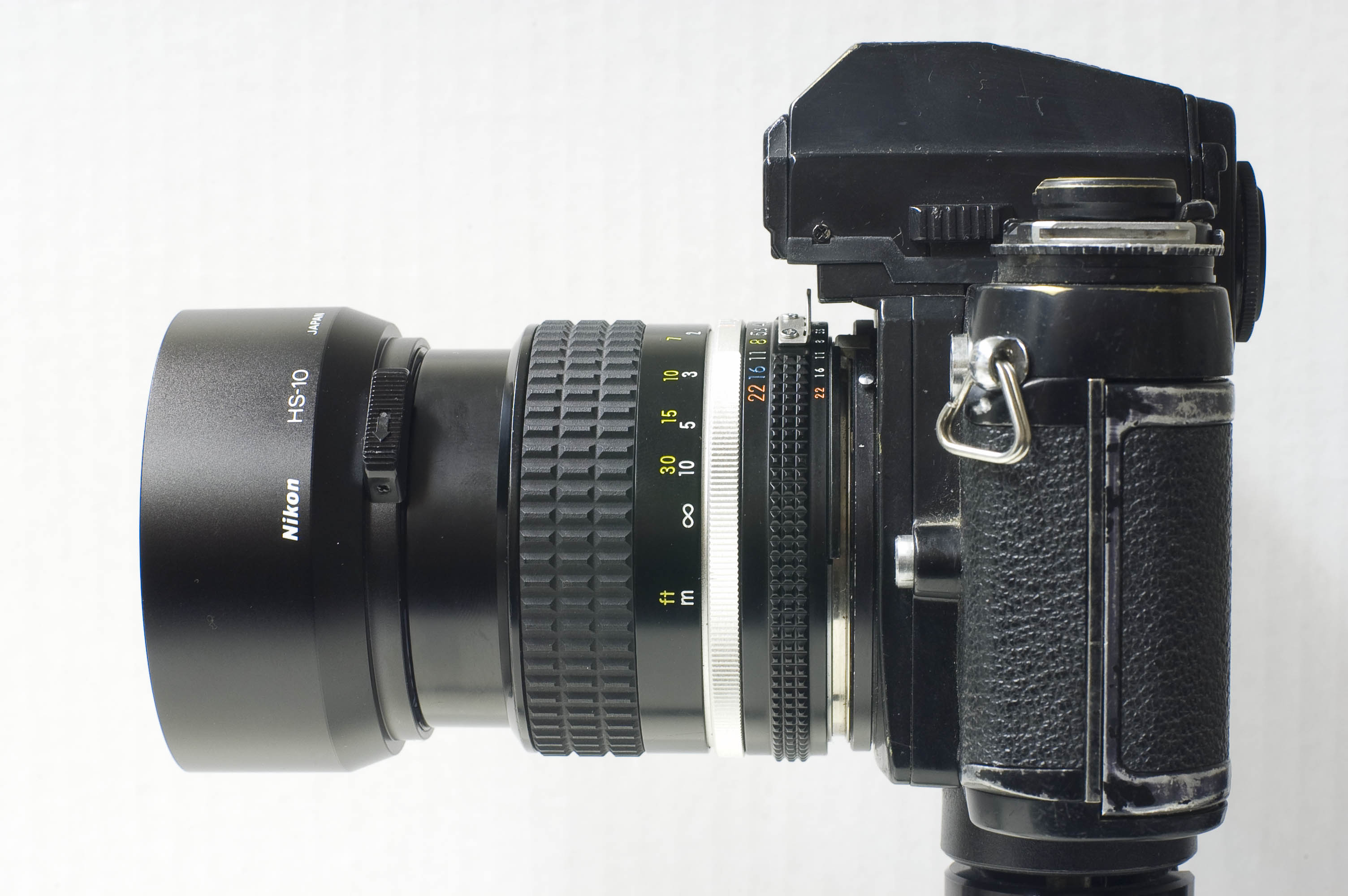
F3 HP mit AIS-Nikkor 2,0/85 mm

Die Nikon F3 hat den 1977 eingeführten AI-Objektivanschluss (aperture index – die Differenz zwischen Offen- und Arbeitsblende wurde hierbei mechanisch über einen Mitnehmerring an die Kamera übermittelt), der mit AI-Nikkoren (und späteren Ausführungen) Offenblendenmessung ermöglicht. Objektive in früherer Ausführung können nach Wegklappen des AI-Mitnehmerhebels bei Arbeitsblendenmessung verwendet werden.
Die Nikon F3 wiegt 700 g (HP-Ausführung 745 g) und wurde nur in schwarzer Lackierung angeboten (mit zwei Ausnahmen, z. B. einer Variante der F3/T, siehe unten).
Obwohl viele professionelle Fotografen bei der Markteinführung eine elektronische Kamerasteuerung gegenüber rein mechanischen Systemen noch für weniger zuverlässig hielten, entwickelte sich die Nikon F3 bald zum Standard in der professionellen Kleinbildfotografie. Sie blieb auch nach Einführung des Nachfolgemodells Nikon F4 im Sortiment und überlebte diese sogar noch. Selbst nach Erscheinen der Nikon F5 wurde die F3 aufgrund anhaltender Nachfrage weiterproduziert. Erst 2001 wurde die Produktion eingestellt. Sie ist damit die Nikon-Kamera mit der längsten Produktionsdauer und hat mit über 750.000 Stück eine außergewöhnliche Verbreitung für eine professionelle Kamera gefunden.

## Varianten der Nikon F3
Während der langen Marktpräsenz erschienen zahlreiche Sondermodelle, die im Wesentlichen dem oben beschriebenen Grundmodell entsprechen. Die Basisversion der Nikon F3 wurde mit dem Sucher DE-2 ausgeliefert. Obwohl sie bis zuletzt angeboten wurde, stand sie bald nach Erscheinen der F3 HP in deren Schatten und wurde nur noch wenig verkauft.

### Nikon F3 HP

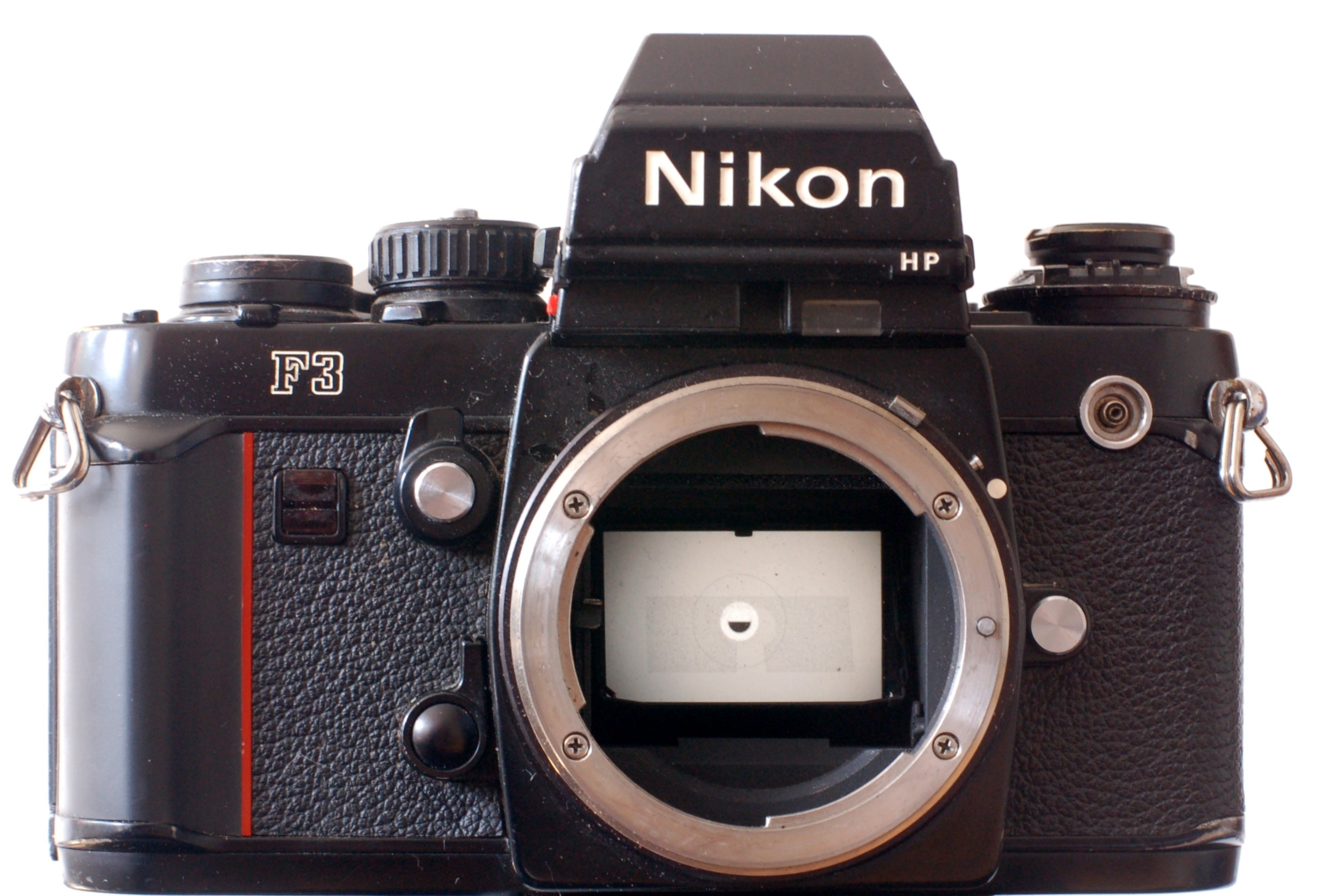
F3 HP

Die Nikon F3 HP war ab März 1982 verfügbar. Vom Kameragehäuse her ist sie eine normale F3, sie wurde aber mit dem auch separat erhältlichen High-Eyepoint-Sucher DE-3 ausgeliefert. Dieser ermöglicht die Betrachtung des Sucherbilds und der Anzeigen aus einer Entfernung von 25 mm (statt 17–18 mm beim Sucher DE-2) und ist daher auch für Brillenträger besonders gut geeignet. Die Bezeichnung „HP“ steht nur auf dem Sucher. Die teurere Nikon F3 HP entwickelte sich faktisch zum Standardmodell der Reihe. Sie ist 8,5 mm höher und wiegt 45 g mehr als die normale F3.

### Nikon F3/T

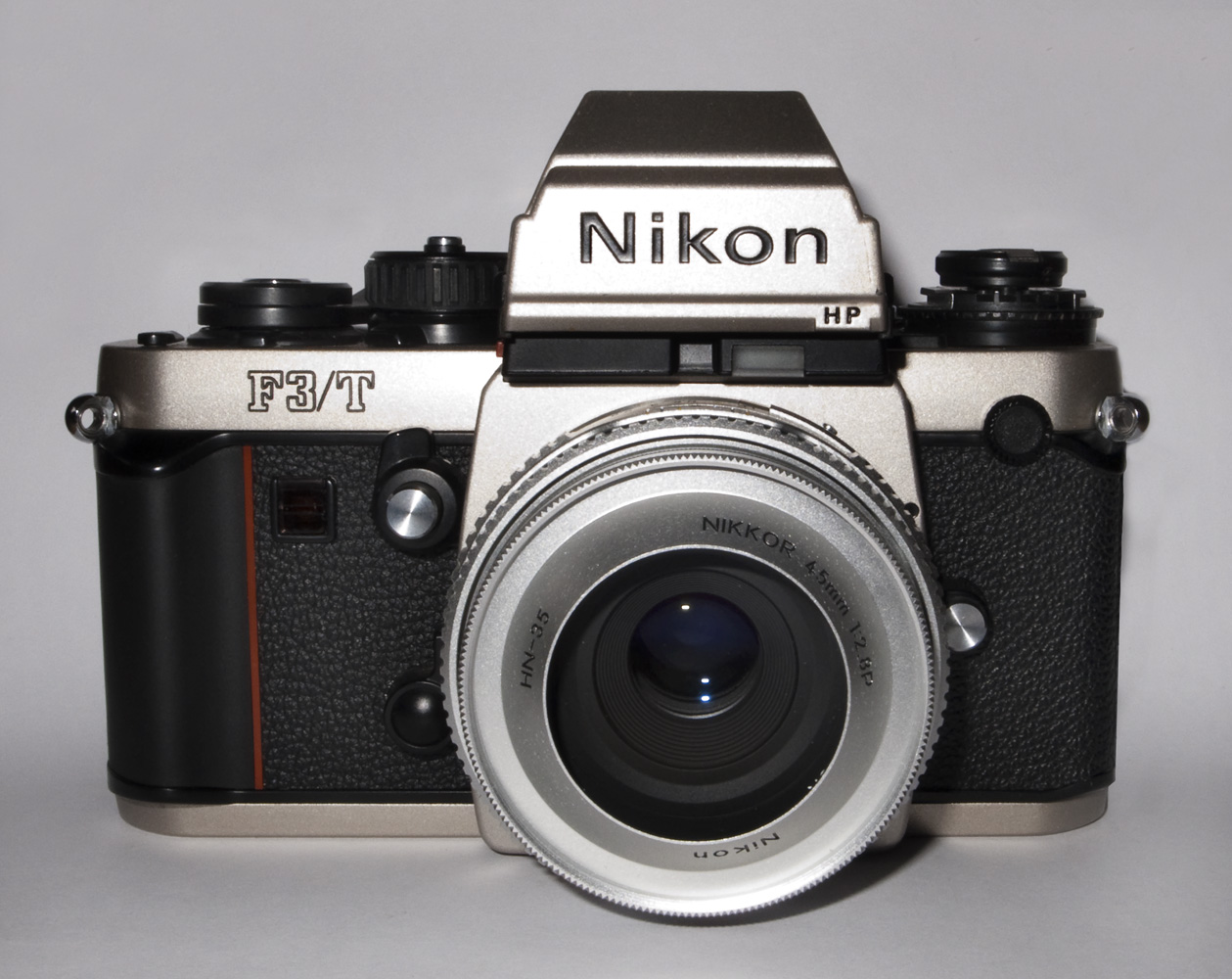
Nikon F3T mit Nikkor AIP 2.8/45mm Objektiv

Die F3/T war eine besonders robuste Spezialausführung der F3 HP, bei der Oberkappe, Sucher, Bodenplatte und Rückwand aus Titan sind. Anders als die Standardversionen der F3 hatte sie zunächst keine schwarze Lackierung, sondern elfenbeinfarbene (metallisch-silbern glänzende) Gehäuseteile. Später wurde diese erste Variante der F3/T durch eine schwarz lackierte Titanausführung ersetzt. Das Gehäuse der F3/T ist durch den entsprechenden Schriftzug von dem der normalen F3 unterscheidbar, was besonders bei der schwarzen Version die Unterscheidung erleichtert. Der HP-Sucher der F3/T trägt die Typenbezeichnung DE-4 und war ebenfalls auch in schwarz erhältlich.

### Nikon F3 P

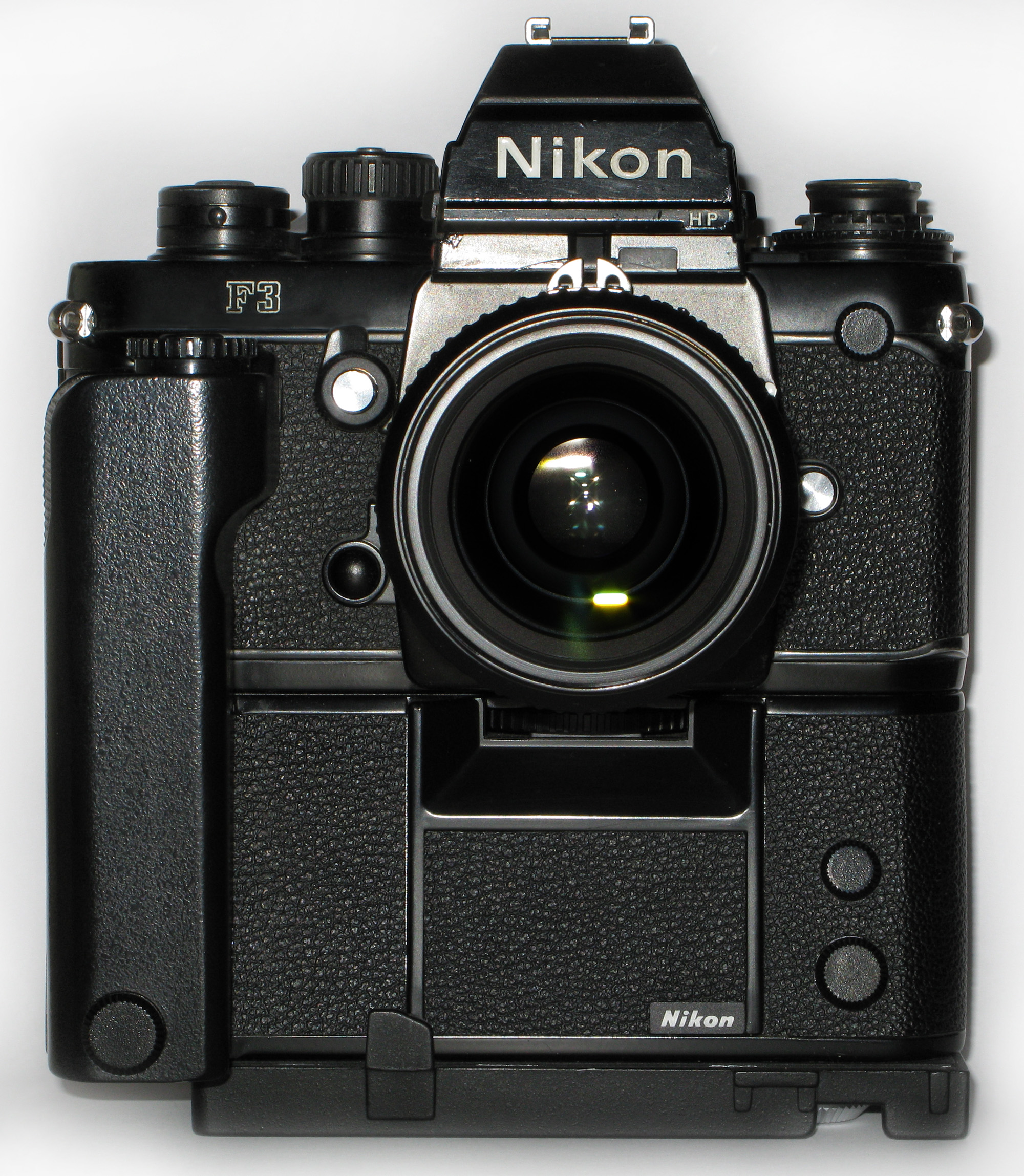
Nikon F3P mit MotorDrive MD4 und Objektiv Nikkor AIS 2.0/35mm

Die Nikon F3 P gelangte nicht in den freien Verkauf, sie wurde ab 1983 nur gegen Vorlage eines gültigen Presseausweises verkauft. Es handelt sich dabei um eine modifizierte Version der F3 HP (identisch in Ausmaßen und Gewicht), die speziell an Bedürfnisse von Pressefotografen angepasst wurde und bei der zur besseren Gehäuseabdichtung und zur Vermeidung ungewollter Betätigung Selbstauslöserhebel und -leuchtdiode, Drahtauslöseranschluss, Okularverschluss, Rückwandentriegelungshebel und Mehrfachbelichtungshebel weggelassen wurden. Der Hauptschalter erhielt zur besseren Bedienbarkeit ein geändertes Design.
Zur F3 P gab es serienmäßig die (auch für die normale F3 erhältliche) Rückwand MF-6B, bei welcher beim Rückspulen des Filmes die Filmzunge nicht in die Patrone eingezogen wurde.
Der ebenfalls serienmäßige Sucher DE-5 hat ein Titangehäuse mit Mittenkontakt für normale Blitzgeräte und einem zusätzlichen Kontakt für Blitzbereitschaftsmeldung (keine TTL-Messung!). Statt mit der Sucherscheibe K wurde die F3 P standardmäßig mit der Sucherscheibe B ausgeliefert (ohne Mikroprismenring und Schnittbildindikator).
Das Verschlusszeitenrad und der Auslöser sind wegen der Bedienbarkeit höher gebaut, da hier eine mechanische Sperre gegen unbeabsichtigtes Auslösen integriert wurde. Zur Verbesserung der Regenfestigkeit ist der Auslöser mit einer Silikongummi-Haube versehen und hat daher keinen Drahtauslöseranschluss. Durch zusätzliche Gehäusedichtungen wurde der Spritzwasserschutz insgesamt verbessert, sodass die F3 P im Dauerregen eingesetzt werden kann. Das Kamerabajonett besteht aus Edelstahl.
Die Typenbezeichnung unterscheidet sich von der normalen F3, das „P“ steht vor der Seriennummer und die F3 P weist eine eigene Nummerierung nach dem Schema P 900xxxx auf.

#### Nikon F3 Limited
Die Nikon F3 Limited entspricht der Nikon F3 P, trägt aber eine entsprechende Typenbezeichnung und wurde frei verkauft, allerdings nur in Japan.

#### Nikon F3 H
Als letztes Sondermodell erschien 1996 die High-Speed-Variante F3 H. Es handelt sich dabei um eine Spezialausführung der F3 P mit feststehendem, teildurchlässigem Spiegel. Sie ist zur Verwendung mit dem Spezialmotor MD-4H bestimmt und ermöglicht dann Serienaufnahmen mit einer Geschwindigkeit von 13 Bildern pro Sekunde.

### Nikon F3 AF

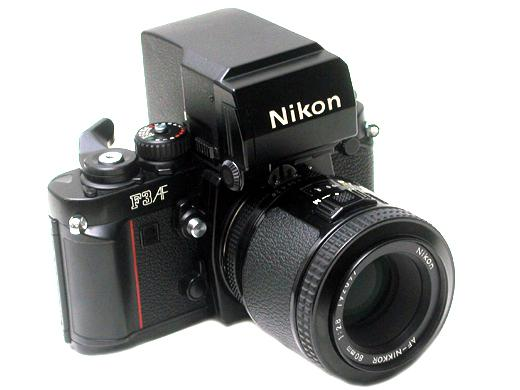
F3 AF

Die zweite Spiegelreflexkamera mit Autofokus überhaupt (nach der Pentax ME-F) war die im April 1983 erschienene Nikon F3 AF. Sie wurde mit dem Autofokus-Sucher DX-1 ausgeliefert. Die Verwendung dieses auch separat erhältlichen Suchers ermöglicht die elektronische Schärfenkontrolle. Zur Nikon F3 AF wurden zwei spezielle Objektive mit Fokusmotor angeboten, das AF-Nikkor 2,8 80 mm und das AF-Nikkor 3,5 200 mm. Mit diesen Objektiven kann die Nikon F3AF automatisch fokussieren.
Außerdem wurde der Telekonverter TC-16 angeboten, mit dem zahlreiche gewöhnliche Objektive mit Autofokus verwendet werden können. Die Kamera selbst enthält nur die nötigen Verkabelungen für die Ansteuerung und Stromversorgung der Objektive und weist sonst außer der Typenbezeichnung keine besonderen Merkmale auf.
Die später erschienenen Autofokusobjektive ermöglichen keinen Autofokusbetrieb mit der Nikon F3 AF, es handelt sich bei der Nikon F3 AF um ein in sich abgeschlossenes frühes Autofokussystem. Die Objektive der F3 AF können an Nikon F4 und Nikon F-501 im Autofokusbetrieb verwendet werden, an den Folgemodellen jedoch nicht mehr. An heutigen Autofokuskameras dürfen diese Objektive nicht verwendet werden, da sie die Kamera beschädigen können.

## Zubehör
Für die Nikon F3 stand ein umfangreiches professionelles Zubehörsystem zur Verfügung.

### Sucher
Als Wechselsucher standen neben den Standardsuchern DE-2 (für F3) die HP-Sucher DE-3 (F3 HP), DE-4 (F3/T) und DE-5 (F3P), der Autofokussucher DX-1 (F3 AF), der Lichtschachtsucher DW-3, der Lupen- oder Vergrößerungssucher DW-4 und der Sportsucher DA-2 zur Verfügung.
Diese Sucher passen nur an die F3, die auch zu den Suchern der Vorgänger- und Nachfolgemodelle inkompatibel ist. Im Unterschied zu den Suchern der F/F2 sind sie mit zwei seitlichen Schiebehebeln versehen und somit leichter mit einer Hand zu wechseln.
Um die Einstellscheibe zu wechseln (s. u.), muss immer erst der Sucher abmontiert werden. Die F3 ist auch ohne aufgesetzten Sucher voll funktionsfähig.

#### Standardsucher
Die Standardsucher sind normale Prismensucher mit seitenrichtigem Sucherbild parallel zur Bild- und Objektebene. Im Gegensatz zur Nikon F und F2 findet die Belichtungsmessung im Gehäuseinneren statt, weswegen es keine speziellen Sucher hierfür mehr braucht. Das bedeutet, dass zwischen Gehäuse und Standardsucher keine Daten elektronisch übertragen werden (nur über Fenster optisch Blende und Zeit) und auch keine Stromversorgung benötigt wird. Wie oben erwähnt, bieten die HP-Sucher einen größeren Betrachtungsabstand von 25 mm, der besonders für Brillenträger geeignet ist, die ihre Brille beim Fotografieren aufbehalten und dennoch das ganze Sucherbild sehen wollen.
Der Sucher hat einen mechanischen Okular-Hebelverschluß zur Fehllichtvermeidung bei Langzeitaufnahmen. Der Hebel hierzu befindet sich links neben dem Okular. Er wird in der Praxis kaum benötigt, da die Messzelle der F3 am Gehäuseboden unter dem Spiegel und nicht im Sucher platziert ist. Somit ist sie weitgehend unempfindlich gegen Streulicht durch den Sucher. Ist der Okularverschluss ausgeklappt, erkennt der Fotograf dies an einer durchgehend roten Fläche im Sucherokular.
Wie alle Prismensucher der Nikon-Profimodelle haben die Standardsucher der F3 einen Schraubgewindeanschluss zum Ansetzen von zusätzlichem Zubehör (Augenmuschel, Korrekturlinsen, Sucherlupe DG-2, Winkelsucher DR-3).

#### Lichtschachtsucher
Der Lichtschachtsucher der F3 trägt die Typenbezeichnung DW-3. Er ermöglicht eine vor Streulicht geschützte Betrachtung des Mattscheibenbildes von oben. Naturgemäß ist hier das Sucherbild spiegelverkehrt, was einiger Gewöhnung bedarf. Zusätzlich bietet der DW-3 eine 5fache Lupe zur besseren Scharfstellung. Zusammengeklappt fügt sich der Lichtschachtsucher in die Designlinie der F3 mit normalem Sucher.
Wird die Lupe nicht benötigt und kann der Streulichtschutz notfalls mit der Hand improvisiert werden, ist der Lichtschachtsucher überflüssig, da die F3 auch ohne aufgesetzten Sucher funktioniert. Sogar die Anzeige der automatisch gewählten Verschlusszeit ist mit bloßem Auge auf dem kleinen LC-Display zu erkennen. Freilich ersetzt diese Art des „improvisierten Lichtschachtsuchers“ nicht den Schutz, den der DW-3 besonders im zusammengeklappten Zustand vor Staub auf der Mattscheibe bietet.
Das Vorgängermodell an der F2 heißt DW-1, das Nachfolgemodell an der F4 ist der DW-20.

#### Lupensucher
Der Lupensucher der F3 trägt die Typenbezeichnung DW-4. Er ermöglicht eine 6-fache Vergrößerung des Sucherbildes. Wie beim Lichtschachtsucher erfolgt die Betrachtung des spiegelverkehrten Bildes von oben. Während die Sucherlupe des Lichtschachtsuchers aber nur den mittleren Teil des Sucherbildes vergrößert, ermöglicht der Lupensucher den Überblick über das gesamte Sucherbild. Dabei liegt das Auge direkt am Okular und ist durch eine Augenmuschel vor Streulicht geschützt.
Der Lupensucher eignet sich besonders für die Makrofotografie und die Reprofotografie, wo es auf genaueste Scharfeinstellung ankommt.
Das Vorgängermodell an der F2 heißt DW-2, das Nachfolgemodell an der F4 ist der DW-21.

#### Sportsucher
Wem der Betrachtungsabstand von 25 mm beim HP-Prismensucher nicht reicht, greift zum Sportsucher DA-2. Ähnlich wie bei modernen Digitalkameras mit ihren Monitoren auf der Rückseite kann so das Sucherbild betrachtet werden, ohne die Kamera am Auge zu haben. Der vorgesehene Betrachtungsabstand liegt hier bei 6–8 cm. Das ermöglicht schnellere Reaktionszeiten bei der Sportfotografie und den Einsatz bei aufgesetzter Schutzbrille oder Helm. Auch Unterwasserfotografie mit einem speziellen Gehäuse (von Fremdherstellern) wird so möglich.
Das Vorgängermodell an der F2 heißt DA-1, das Nachfolgemodell an der F4 ist der DA-20.

#### Autofokussucher
Der Autofokussucher DX-1 war eine Besonderheit der F3. Das Nachfolgemodell Nikon F4 (und folgende) hatte alle AF-Funktionen im Gehäuse eingebaut.
Der DX-1 ermöglicht zusammen mit der F3 AF und den beiden ersten AF-Nikkoren den AF-Betrieb. Der Sucher war auch separat erhältlich und funktionierte an der normalen F3 als Fokussierhilfe mit optischer Anzeige (wie auch heute noch bei AF-Kameras im manuellen Betrieb). Der DX-1 verfügt über eine fest eingebaute Einstellscheibe und hat eine autonome Stromversorgung für die AF-Elektronik. Zusätzliche Steuerungskontakte geben die Messdaten an die F3 AF und die speziellen AF-Nikkore weiter.

### Einstellscheiben
Für die F3 gab es diverse Einstellscheiben. Standardeinstellscheibe war Typ K mit Mikroprismenring und Schnittbildindikator. Die Einstellscheiben können leicht von oben gewechselt werden, wenn der Sucher abgenommen ist. Der AF-Sucher DX-1 hatte als einziger eine eingebaute Einstellscheibe, die nicht gewechselt werden konnte. Die in der Praxis häufiger benötigten Scheiben sind fett markiert.
- Typ A ist eine Fresnellinse mit Schnittbildindikator. Es ist im Prinzip die erste Einstellscheibe der alten Nikon F.
- Typ B (Standard bei der F3P) hat keinerlei Fokussierhilfen. Lediglich ein Kreis deutet den Messbereich der mittenbetonten Belichtungsmessung an. Es ist die Standardeinstellscheibe der späteren AF-Kameras (ab F4).
- Typ C erzeugt ein Luftbild und hat in der Mitte ein Fadenkreuz. Diese Spezialscheibe ist für die Astro- und Mikrofotografie gedacht.
- Typ D ist eine reine Vollmattscheibe ähnlich wie Typ B, aber ohne jegliche Markierungen.
- Typ E entspricht dem Typ B, hat aber zusätzlich ein Gittermuster für die Architekturfotografie und andere Aufgaben, wo es auf die genaue Kameraausrichtung ankommt. Auch in der allgemeinen Fotografie erleichtert sie die Bildkomposition. Daher ist die „Gitterscheibe“ eine der am häufigsten benötigten Wechselscheiben. Viele Fotografen verwenden sie als Standardscheibe anstelle von Typ B.
- Typ G ist eine sehr helle klare Scheibe, mit der man aber nicht scharfstellen kann. Dazu befindet sich in der Mitte ein Mikroprismenfeld. Eine Schärfentiefenkontrolle ist mit dieser Scheibe nicht möglich. Dieser Typ unterteilt sich in
  - G1 für Fisheyeobjektive
  - G2 für Brennweiten zwischen 24 und 200 mm
  - G3 für 200–600 mm
  - G4 ab 600 mm
- Typ H ähnelt dem Typ G, hat aber das Mikroprismenfeld auf der gesamten Fläche. Diese Scheibe ist fast nur in der Sportfotografie sinnvoll einsetzbar.
- Typ J ist wie Typ A eine der ersten Einstellscheiben von Nikon. Anstelle des Schnittbildindikators befindet sich hier ein Mikroprismenfeld.
- Typ K ist die Standardeinstellscheibe der F3. Sie ist eine Mischung aus den Typen A und J, indem sie sowohl Schnittbildindikator als auch Mikroprismenring zur sicheren Scharfeinstellung in der Bildmitte bietet.
- Typ L entspricht dem Typ A, wobei die Trennlinie des Schnittbildindikators nicht waagerecht, sondern diagonal verläuft.
- Typ M ist eine Fresnelscheibe mit klarer Mitte und Fadenkreuz über das ganze Sucherbild mit Millimetereinteilung. Sie ist besonders hell und speziell für die Makrofotografie ab Maßstab 1:1 geeignet.
- Typ P entspricht dem Typ K, wobei die Trennlinie des Schnittbildindikators nicht waagerecht, sondern diagonal verläuft (analog zu Typ L).
- Typ R gab es nur für die F3. Es ist eine Mischung aus Typ A und Typ E, also eine Scheibe mit Schnittbildindikator und Gittereinteilung.
- Typ S entspricht dem Typ A, hat aber zusätzlich eine Markierung am Bildrand für die Dateneinbelichtung mit den Rückwänden MF-17 oder MF-18.
- Typ T gab es nur für die F3. Es ist ein Typ A mit zusätzlicher Markierung für das Seitenverhältnis des TV-Bildschirms und Linienkreuz.
- Typ U schließlich ist ein Typ B speziell für die Verwendung mit Telebrennweiten ab 135 mm.

### Motorantrieb
Die F3 war die letzte Profikamera von Nikon, die keinen eingebauten Motorantrieb hatte. Dadurch ist das Grundgehäuse leichter und kompakter sowie der Filmtransport mit dem Aufzugshebel besonders leise.
Der Motor MD-4 war als Zubehörteil erhältlich. Er wird unten an das Stativgewinde der F3 angeschraubt.  Er ermöglicht bei Verwendung des Akkupacks MN-2 eine Serienbildgeschwindigkeit von bis zu 5,5 Bildern je Sekunde (6 Bilder je Sekunde bei hochgeklapptem Spiegel). Für ihn gab es weiteres Zubehör wie den Bildfrequenzwähler MK-1 und die Fernbedienung MC-12A oder die Datenrückwand MF-18 (mit einstellbarem Filmstop und Datenbelichtung auf den Filmsteg).

#### Handhabung
Ohne Batterien wiegt der MD-4 480 g. Mit 8 AA-Batterien à 20 g ergibt das 640 g. Die Kombination F3HP mit MD-4 wiegt insgesamt 1225 g ohne und 1405 g mit Batterien.
Angeschraubt erhöht der Motor die F3 um 57 mm. Die Bauhöhe des MD-4 beträgt insgesamt aber 115 mm, da er einen integrierten Handgriff besitzt, der sich ergonomisch an die Vorderseite der F3 schmiegt. Der Schwerpunkt der F3 mit Motor liegt angenehm tief und trägt maßgeblich zur Stabilität der Kamerahaltung bei (Minimierung der Verwacklungsgefahr). Auch optisch fügt sich der Motor in das Design der F3 ein.
Das stabile Metallgehäuse ist leicht nach vorne angewinkelt, womit die Standfläche der Kombination schwerpunktmäßig günstiger liegt. Damit ist es zum Beispiel möglich, die Kamera mit angesetztem (nicht zu langem) Objektiv auf eine ebene Fläche zu stellen und so notfalls ein Tischstativ zu ersetzen.

#### Funktion
Anders als die Motoren der Nikon F und F2 ist der Motor der F3 elektronisch gesteuert. Dafür sorgen sechs Kontakte, die um die Rückspulachse herum angeordnet sind. Der Motor kann also erst dann tätig werden, wenn die Kamera ein Ende des Verschlussvorgangs meldet. Damit sind die mechanischen Probleme der Vorgängerinnen gelöst.
Die Antriebsachse des Motors dreht sich dreimal schneller als bei der F2 und ist damit nicht nur leiser, sondern belastet auch die Kameramechanik weniger.
Der MD-4 versorgt sich selbst mit Strom und kann 60–140 Filme durchziehen. Der serienmäßige Batteriehalter MS-3 nimmt 8 handelsübliche Mignonzellen auf. Alternativ können der Akkublock MN-2 (Ladegerät MH-2) und die Netzteile MA-2 und MA-4 verwendet werden. Die Batterien des MD-4 übernehmen nach dem Ansetzen an die F3 deren komplette Stromversorgung, sodass die normale Batterie geschont wird. Dies erhöht auch die Funktionssicherheit der F3-Elektronik bei besonders niedrigen Temperaturen.
Oben auf dem Handgriff befindet sich ein ergonomisch günstig angeordneter Auslöser, der beim Antippen auch die Belichtungsmessung der Kamera einschaltet. Um den Auslöser herum ist der Ein-aus-Schalter angeordnet, mit dem man auch die Funktionen Serien- oder Einzelbild wählt.
Neben den Anschlüssen für das Netzgerät MA-4 und die Fernbedienung MC-12A hat der Motor auch eine Buchse zur Steuerung des Langfilmmagazins MF-4 oder der synchronen Auslösung einer zweiten F3 mit Motor über das Kabel MC-17.

#### Motorische Filmrückspulung
Wenn der Film durchgezogen ist, leuchtet eine rote Leuchtdiode an der Rückseite. Der MD-4 kann den Film motorisch innerhalb von 4,5–8 Sekunden zurückspulen. Dafür gibt es einen extra Schalter an der Rückseite, der mit einem Entriegelungshebel zusätzlich gesichert ist, um eine versehentliche Rückspulung zu verhindern. Die Rückspulung muss also manuell aktiviert werden und geschieht nicht automatisch. Der Fotograf kann so selber wählen, ob der die leise Form der manuellen Rückspulung über die Kurbel an der Kamera wünscht oder aber die motorische Rückspulung zu einem späteren Zeitpunkt.
Die spezielle Rückwand MF-6B (serienmäßig bei der F3 P) stoppt den Film beim motorischen Zurückspulen so, dass das Filmende heraushängt und bei der Selbstverarbeitung die Filmentwicklung um einige Handgriffe vereinfacht.

#### Bildfrequenzwähler
Wem die 5,5 Bilder in der Sekunde im Serienbildmodus zu schnell sind, kann zum Bildfrequenzwähler MK-1 greifen. Dieses Zubehörteil wird unten an den Motor geschraubt. Der MK-1 ermöglicht die Drosselung der Serienbildfrequenz auf 3, 2 oder 1 Bild in der Sekunde.
Der MK-1 weist an der Vorderseite einen weiteren Auslöser auf, der den Betrieb der Kamera im Hochformat erheblich erleichtert. Es ist quasi der Vorläufer der heutigen Hochformathandgriffe hochwertiger Kameras.
Auch für Stativaufnahmen mit Motor ist der MK-1 sinnvoll, da das Stativgewinde an seiner Unterseite wieder in der optischen Achse der Kamera liegt. Beim Motor selbst liegt es ganz links unter der Rückspulachse, weil das große Batteriefach keine andere Wahl gelassen hat.

### Langfilmmagazin
Für die F3 gab es das Langfilmmagazin MF-4 für 250 Aufnahmen. Dafür gibt es Spezialpatronen, die 10 Meter Film fassen, der als Meterware angeboten wird.
Das Langfilmmagazin wird nur zusammen mit dem Motor MD-4 verwendet, von dem aus es über ein Verbindungskabel gesteuert wird. Zum MF-4 gibt es die Datenrückwand MF-17 (siehe unten).
Langfilmmagazine waren zum Beispiel bei Überwachungsaufgaben sinnvoll, wenn die Kamera ferngesteuert betrieben wird. Im heutigen Zeitalter der Digitalfotografie spielen sie keine Rolle mehr, da DSLRs diese Aufgaben wesentlich besser und billiger lösen können.

### Datenrückwände
Zur Nikon F3 gab es drei verschiedene Datenrückwände, die anstelle der normalen Rückwand angesetzt werden konnten. Ein Rückwandwechsel darf naturgemäß nur erfolgen, wenn kein Film eingelegt ist. Die Typen MF-14, MF-18 und MF-18B sind für Filmempfindlichkeiten von ISO 25 bis 400 ausgelegt (entspricht auch dem Bereich der TTL-Blitzbelichtungssteuerung der F3).
Die Datenrückwand MF-14 war die erste moderne Datenrückwand für eine Profikamera von Nikon. Sie war über spezielle Kontakte mit der Kamera verbunden, sodass der Kabelanschluss über die Blitzsynchronisationsbuchse entfiel (wie bei den Vorgängermodellen und bei anderen Herstellern). Neben Jahr, Monat, Tag, Stunde und Minute kann die MF-14 eine fortlaufende vierstellige Nummer einbelichten. Die MF-14 hat sogar einen eingebauten Wecker.
Die Datenrückwand MF-18 beruht auf der MF-14. Im Gegensatz zu dieser kann die MF-18 auf den Steg zwischen den Bildern belichten. Damit ging nichts von dem eigentlichen Bild verloren. Allerdings erfordert dies einen besonders präzisen Filmtransport, weswegen die MF-18 nur zusammen mit dem Motor MD-4 verwendet werden kann.
Die MF-18B ist eine modifizierte MF-18, die die motorische Filmrückspulung rechtzeitig stoppt, sodass noch ein Stück vom Film aus der Patrone schaut.
Die MF-17 ist die Datenrückwand für das Langfilmmagazin MF-4. Sie belichtet nicht auf den Bildsteg und hat auch keine fortlaufenden Nummern. Dafür kann sie Hundertstelsekunden einbelichten. Der ISO-Bereich geht bei ihr bis 1600.

### Blitzgeräte
Aufgrund des spezifischen Blitzanschlusses bot Nikon die nur auf der F3 verwendbaren Blitzgeräte  SB-12 (Leitzahl 25), SB-17 (LZ 25), SB-16A (LZ 32) und das SB-21A (Ringblitzgerät) an.
Das kompakte SB-12 war nur für den TTL-Betrieb vorgesehen und hatte keinen Schwenkreflektor. Die Streuscheibe SW-4 konnte den Bildwinkel von 28-mm-Weitwinkelobjektiven ausleuchten. Die Blitzfolgezeit wurde mit 8 Sekunden angegeben, und mit einer Batterieladung waren rund 160 Aufnahmen möglich.
Professioneller war der SB-17, der ebenfalls Leitzahl 25 hatte, aber einen Schwenkreflektor zum indirekten Blitzen (nur nach oben) und neben der TTL-Messung auch Computerblenden und eine Anschlussbuchse für das Multiblitzsystem mit mehreren Geräten.
Der SB-16A (eine Spezialversion des SB-16 mit normalem Blitzanschluss) war das größte aufsteckbare Blitzgerät für die F3. Es hatte einen in alle Richtungen schwenkbaren Reflektor, Leitzahl 32, eine besonders kurze Blitzfolge für den Motorbetrieb (MD-Stellung mit Leitzahl 8). Der Zoomreflektor deckt einen Bereich von 28 bis 85 mm ab, und mit der Streuscheibe SW-7 sogar 24 mm. Neben dem Hauptreflektor hatte das SB-16 einen Zweitreflektor. Einziges Manko des SB-16 war seine Blitzfolgezeit von mindestens 11 Sekunden bei voller Leistung.

### Objektive
An die Nikon F3 passen Objektive mit Nikon-F-Bajonett. Uneingeschränkte Funktionalität gewährleisten Ai-Nikkore und AF-Nikkore, die den 35-mm-Bildkreis ausleuchten und einen Blendenring zur manuellen Einstellung am Objektiv haben. Das betrifft auch AF-Nikkore mit der Zusatzbezeichnung „D“ (ab Nikon F90). Naturgemäß lassen sich diese AF-Objektive an der F3 nur manuell scharfstellen.
Als die F3 ihre „Blütezeit“ hatte, waren so viele verschiedene manuelle Objektive im Angebot, dass es nur wenige AF-Nikkore ohne manuelle Alternative gab. Das Sortiment an Ai-Nikkoren reichte vom 6 mm Fisheye mit 220° Bildwinkel über das 13 mm Superweitwinkel, das 28 mm Shiftobjektiv, das 58 mm 1:1,2 Nachtobjektiv, das 105 mm UV-Objektiv, das 120 mm Medical-Nikkor mit eingebautem Ringblitz, das superlichtstarke 300 mm 1:2,0, das 500 mm Spiegeltele bis zum 2000 mm Spiegeltele mit einem Bildwinkel von 1°10'.
Moderne AF-Nikkore mit der Zusatzbezeichnung „DX“ können wegen ihres kleineren Bildkreises nicht verwendet werden (betrifft alle Kleinbildkameras von Nikon). AF-Nikkore mit der Bezeichnung „G“ hinter der Blendenzahl können ebenfalls nicht verwendet werden, da sie keinen Blendenring mehr haben. Dies gilt analog auch für die Objektive von Fremdherstellern.
Objektive ohne Ai (vor 1976) ermöglichen die Belichtungsmessung nur bei Arbeitsblende. Alte Nicht-Ai-Nikkore können aber umgerüstet werden und passen dann auch noch an die digitalen Profimodelle (derzeit bis D300 und D3).

## Spezielle Anwendungen

### Nikon F3 NASA
Bei verschiedenen NASA-Projekten wurden modifizierte Nikon F3 verwendet, teilweise mit ebenfalls veränderten Motoren und Langfilmmagazinen.

### Kodak DCS 100
1991 kam die Kodak DCS 100 auf den Markt. Sie besteht aus einem Nikon-F3-Gehäuse ohne Rückwand mit veränderter Sucherscheibe, an das die Kodak-Digitalrückteile DC3 (Farbe) bzw. DM3 (monochrom) angesetzt wurden. Die Kodak DCS 100 war die erste digitale Spiegelreflexkamera. Ihr Sensor hatte 1,3 MP.